# Кулиев, Эльдар Кайсынович
Эльдар Кайсынович Кулиев (карач.-балк. Къулийланы Къайсынны жашы Эльдар; 31 декабря 1951, Фрунзе — 14 января 2017, Москва) — советский и российский кинорежиссер,  сценарист и прозаик. Сын балкарского поэта Кайсына Кулиева.

## Биография
Родился в семье поэта Кайсына Кулиева, который на тот момент был депортированным балкарцем и по рождению имел статус спецпоселенца. 
После возвращения балкарского народа на родину с отличием окончил среднюю школу и поступил в 1968 году на режиссёрский факультет ВГИК в мастерскую Александра Згуриди. Во время работы над своим дипломным кинофильмом «Возвращение», который также являлся плановой работой киностудии имени Горького, женился на Белле Ахмадулиной, советском и российском поэте-шестидесятнике. Брак был недолгим. В 1973 году у них родилась дочь Елизавета Кулиева.
Несмотря на многочисленные заявки в различные киностудии страны, многие годы режиссёру не удавалось запуститься с производством фильмов по собственным сценариям, так как его творчество не соответствовало установкам и политике партии и правительства СССР. В 1986 году на киностудии имени Довженко был принят к производству и сдан в прокат в 1987 году трехсерийный телевизионный фильм по сценарию Эльдара Кулиева Раненые камни с такими титулованными актерами в главных ролях, как  народная артистка РФ Ариадна Шенгелая, народный артист Украинской ССРНиколай Олялин, народный артист РСФСР Бимбулат Ватаев, народный артист Кабардино-Балкарии Барасби Мулаев, народный артист Кабардино-Балкарии Борис Кулиев, народный артист Чеченской Республики Никита Джигурда. Фильм вошел в список 30 лучших фильмов о Кавказе, снятых в СССР и России с 1920-х годов. В 2019 году режиссёр Андзор Емкуж назвал этот фильм, наряду с фильмом « Всадник с молнией в руке », — обязательным к просмотру фильмом о Кавказе.. 
В 1987 году было опубликовано эссе «Об отце». Ему также удалось опубликовать несколько прозаических произведений. Его повесть «Прощальный взгляд», по которой был написан сценарий, « …получила признание в литературной и читательской среде…». Долгие годы кинорежиссёр не имел возможности печататься, снимать фильмы или экранизировать свои сценарии. Лишь в 2011 году в Нальчике была опубликована повесть «Прощальный взгляд».
Еще  в молодом возрасте, в результате дорожно-транспортного происшествия, кинорежиссёр и сценарист получил серьёзную травму и не смог продолжать  творческую деятельность. Скончался после продолжительной болезни, вызванной травмой.

## Фильмография
- 1975 — Возвращение — режиссёр-постановщик и автор сценария
- 1987 — Раненые камни — автор сценария

## Литературные работы
- «Прощальный взгляд» — повесть. Перевод на балкарский язык Хусейн Кулиев. Журнал Минги тау. Нальчик: Эльбрус.
- «Прощальный взгляд» — повесть. Али Кульбаев, Эльдар Кулиев, Тамара Коджакова. Сборник прозы. Нальчик: Эльбрус, 2011.- 272 с.
- «Здравствуй, незнакомый!» — цикл рассказов. Антология балкарской прозы.-Нальчик: Изд-во М и В. Котляровых, 2009.
- «Об отце» — эссе. Остаться в памяти людской. Издательство «Эльбрус». Нальчик 1987 г.
- Кулиев Э. Надо жить...: Роман, рассказы. - Нальчик: "Эльбрус", 2017. - 239 с.

## Семья

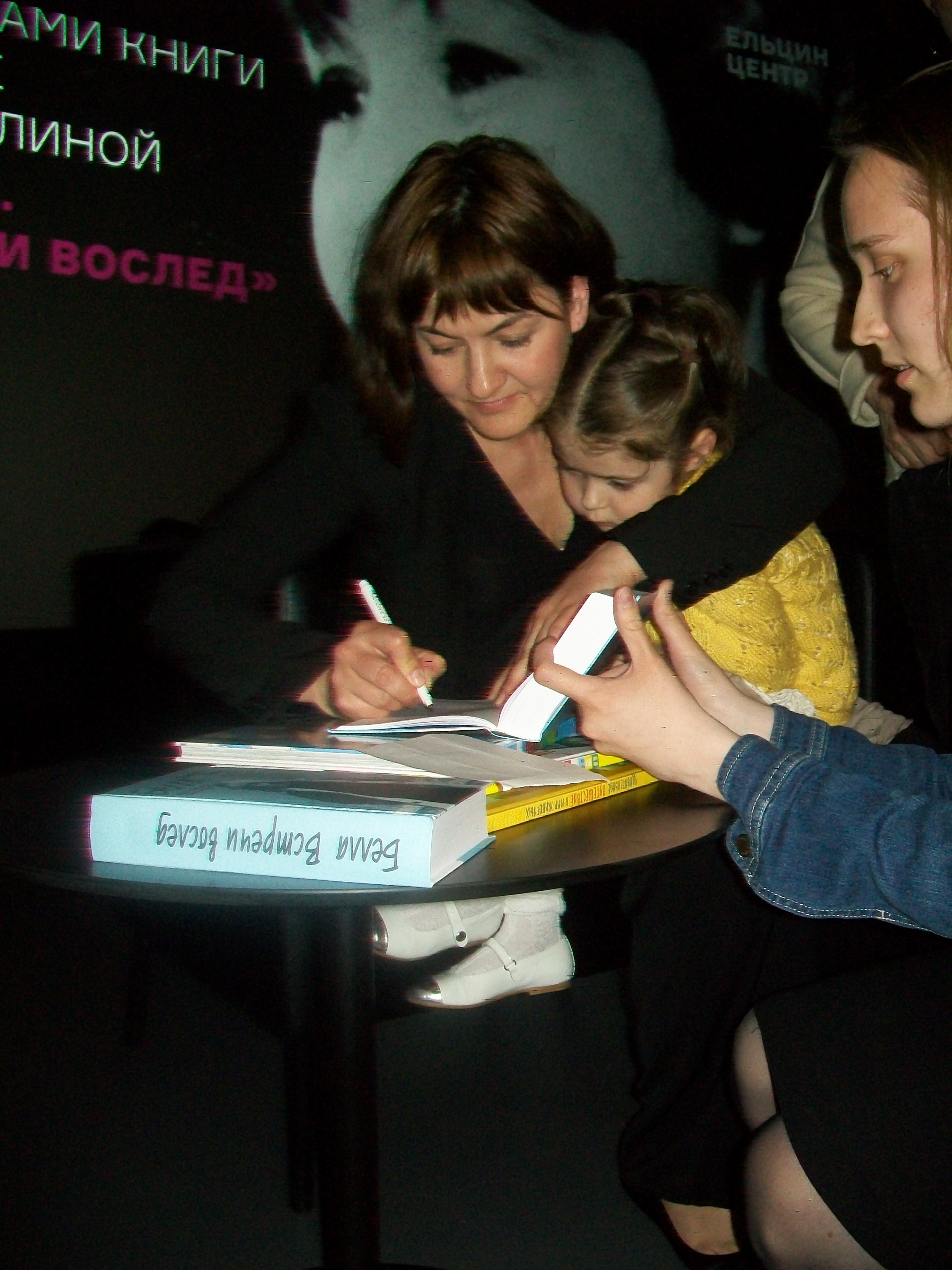
Дочь Кулиева Елизавета и его внучка Мария (июнь 2017 года)

- Кулиев, Кайсын Шуваевич — отец, поэт.
- Дахкильгова, Макка Магомед-Султановна — мать
  - Кулиев, Алим Кайсынович — брат, актёр, режиссёр. Живёт и работает в Голливуде.
  - Кулиев, Азамат Кайсынович — брат, художник. Живёт и работает в Стамбуле, Турция.
- Ахмадулина Белла Ахаматовна — жена (с 1971 по 1973) 
  - Кулиева, Елизавета Эльдаровна — дочь, поэтесса, писатель. Живёт и работает в Москве.
- Кузина Ольга Борисовна — жена (с 1977) 
  - Кулиев, Ильяс Эльдарович — сын. Живёт и работает в Москве.